# Ryanair Sun
Ryanair Sun, im Außenauftritt Buzz, ist eine polnische Charterfluggesellschaft mit Sitz in Warschau. Sie ist eine Tochtergesellschaft der irischen Ryanair Holdings PLC und eine Schwestergesellschaft der irischen Fluggesellschaft Ryanair.

## Geschichte
Am 31. März 2017 gab die irische Ryanair bekannt mit 5 Boeing 737-800 ab Sommer 2018 vom Flughafen Warschau-Modlin für polnische Reiseveranstalter Charterflüge durchzuführen. Unter dem Namen Ryanair Sun startete der Betrieb dann 2018. Alle Flüge wurden zunächst von der Muttergesellschaft Ryanair im Wet-Lease durchgeführt.
Im September 2018 gab Ryanair die Schließung seiner eigenen polnischen Stützpunkte bis zum 1. Januar 2019 bekannt. Der Geschäftsbetrieb wurde an Ryanair Sun übertragen, womit diese im Auftrag ihrer Muttergesellschaft operiert. Piloten und Flugzeugbesatzungen wurden bei Ryanair entlassen und erhielten die Möglichkeit, sich als selbständige Auftragnehmer für das polnische Luftfahrtunternehmen Warsaw Aviation zu bewerben. Warsaw Aviation selbst würde dann die selbständigen Unternehmer an Ryanair Sun vermieten.
Seit Herbst 2019 tritt Ryanair Sun unter der Marke „Buzz“ auf. Die gleichnamige Fluggesellschaft wurde 2003 von Ryanair gekauft und vollständig integriert.

## Flugziele
Ryanair Sun fliegt im Auftrag von Ryanair unter deren Flugnummern Verbindungen von und nach Polen.

## Flotte
Mit Stand April 2025 besteht die Flotte von Ryanair Sun aus 74 Flugzeugen mit einem Durchschnittsalter von 8,1 Jahren:
| Flugzeugtyp        | Anzahl | bestellt | Anmerkungen                             | Sitzplätze | Durchschnittsalter |
| ------------------ | ------ | -------- | --------------------------------------- | ---------- | ------------------ |
| Boeing 737-700     | 01     | 0        | mit Winglets ausgestattet               | 148        | 26,3 Jahre         |
| Boeing 737-800     | 54     | 0        | mit Winglets ausgestattet; eine inaktiv | 189        | 09,6 Jahre         |
| Boeing 737 MAX 200 | 19     | 0        |                                         | 197        | 02,7 Jahre         |
| Gesamt             | 74     | -        |                                         |            | 08,1 Jahre         |

### Aktuelle Sonderbemalungen
| Flugzeugtyp    | Luftfahrzeugkennzeichen | Bemalung          | Zeitraum           | Bild |
| -------------- | ----------------------- | ----------------- | ------------------ | --- |
| Boeing 737-800 | SP-RNB                  | „visitazores.com“ | seit Dezember 2023 | Bild gesucht Die Wikipedia wünscht sich an dieser Stelle ein Bild. Falls du dabei helfen möchtest, erklärt die Anleitung , wie das geht. |

## Zwischenfälle
- Am 23. Mai 2021 wurde der Ryanair-Flug 4978 auf dem Weg von Athen (Griechenland) nach Vilnius (Litauen), kurz vor Eintritt in den litauischen Luftraum durch belarussische Behörden unter Vorspiegelung einer angeblichen Bombendrohung nach Minsk (Belarus) umgeleitet. Nach der Landung wurden der an Bord befindliche regimekritische belarussische Journalist Raman Pratassewitsch und seine russische Lebensgefährtin Sofja Sapega festgenommen.